# برينت بويد
برينت بويد (بالإنجليزية: Brent Boyd)‏ هو لاعب كرة قدم أمريكية أمريكي، ولد في 23 مارس 1957 في داوني في الولايات المتحدة.

## وصلات خارجية
- برينت بويد على موقع مرجع كرة القدم المحترفة.كوم (الإنجليزية)